# Poa pilata
Poa pilata är en gräsart som beskrevs av Mary Agnes Chase. Poa pilata ingår i släktet gröen, och familjen gräs. Inga underarter finns listade i Catalogue of Life.